# Ian Khama
Seretse Khama Ian Khama (* 27. února 1953 Chertsey, Anglie) je botswanský politik, který zastával od roku 2008 do roku 2018 úřad prezidenta republiky. Současně zastával také funkci premiéra země a předsedy Botswanské demokratické strany. Má vojenskou hodnost generálporučíka.
Jeho otcem byl první prezident nezávislé Botswany Sir Seretse Khama, pocházející z rodu náčelníků kmene Mangwato, a matkou bílá Angličanka Ruth Williamsová. Vystudoval školu Waterford Kamhlaba ve Svazijsku, patřící do sítě United World Colleges, poté absolvoval letecký výcvik na Královské vojenské akademii v Sandhurstu. Byl důstojníkem botswanské armády do roku 1998, kdy ho prezident Festus Mogae jmenoval svým viceprezidentem. V dubnu 2008 nahradil Mogaeho na pozici hlavy státu, kterou potvrdil ve volbách konaných v letech 2009 a 2014.
Byl kritizován za opatření proti opozici a nezávislým médiím, která posunula tradičně demokratickou Botswanu směrem k autoritativnímu režimu, a za pohrdavé výroky o menšině Křováků.
V roce 2018 ho po 10 letech ve funkci nahradil dosavadní viceprezident Mokgweetsi Masisi.
V dubnu 2022 byl Ian Khama předvolán soudcem své země. Bývalá hlava státu je obviněna mimo jiné z nedovoleného držení střelné zbraně. Případ se datuje do roku 2016.

## Zajímavosti
- V roce 2007 vystupoval v televizním pořadu Top Gear, natáčeném v pánvi Makgadikgadi.
- Nikdy nebyl ženatý.[5]
- V roce 2013 byl při návštěvě zvěřince napaden gepardem, vyvázl se škrábanci na obličeji.[6]